# Brewster (Minnesota)
Brewster é uma cidade localizada no estado americano de Minnesota, no Condado de Nobles.

## Demografia
Segundo o censo americano de 2000, a sua população era de 502 habitantes. 
Em 2006, foi estimada uma população de 488, um decréscimo de 14 (-2.8%).

## Geografia
De acordo com o United States Census Bureau tem uma área de 
3,1 km², dos quais 3,1 km² cobertos por terra e 0,0 km² cobertos por água. Brewster localiza-se a aproximadamente 454 m acima do nível do mar.

## Localidades na vizinhança
O diagrama seguinte representa as localidades num raio de 20 km ao redor de Brewster. 